# 노라 덴니
노라 덴니(Nora Denney, 1927년 9월 3일 ~ 2005년 11월 20일)는 미국의 배우, 연극 배우, 텔레비전 배우, 영화배우이다.
캔자스시티에서 태어났다.

## 영화
- 트루먼 (1995년)
- 시지프스의 비밀 (1992년)
- 브릿지 부부 (1990년)
- 스플래쉬 (1984년)
- 초콜릿 천국 (1971년)
- 사랑의 곡예 (1970년)
- 아내는 요술쟁이 (1964년)